# Jonathan & Charlotte
Jonathan & Charlotte é uma dupla de classical crossover formada pelos cantores Jonathan Antoine (Essex, 13 de Janeiro de 1995) e Charlotte Jaconelli (Essex, 24 de Agosto de 1995).

## Carreira
Em março de 2012, foram vice-campeões do programa Britain's Got Talent.
Ainda em 2012, lançaram seu primeiro álbum: Together. O álbum recebeu certificação de ouro.
Em outubro de 2013, lançaram Perhaps Love, seu segundo álbum.
Em 2014 a dupla se separou, lançando uma última música juntos, Time To Say Goodbye.

## Discografia
| Álbum        | Detalhes | Desempenho nas Paradas Musicais | Desempenho nas Paradas Musicais | Desempenho nas Paradas Musicais | Desempenho nas Paradas Musicais | Desempenho nas Paradas Musicais | Certificações |
| Álbum        | Detalhes | UK Albums Chart                 | Scottish Albums Chart           | Irish Albums Chart              | Top Classical Albums            | Top Heatseekers                 | Certificações |
| ------------ | --- | ------------------------------- | ------------------------------- | ------------------------------- | ------------------------------- | ------------------------------- | ------------- |
| Together     | - Lançamento: 24 de Setembro de 2012 - Gravadora: Syco Music - Formato: CD, digital download                                  | 5                               | 7                               | 32                              | 7                               | 5                               | - ouro        |
| Perhaps Love | - Lançamento: 14 de Outubro de 2013 - Gravadora: Sony Classical (UK) & Sony Masterworks (USA) - Formato: CD, digital download | 5                               | 8                               | —                               | —                               | —                               |               |